# Senný trh (Štětín)
Senný trh ve Štětíně (polsky Rynek Sienny, původně německy Heumarkt) je jedno z hlavních náměstí na Starém Městě ve Štětíně (Szczecin).

## Dějiny

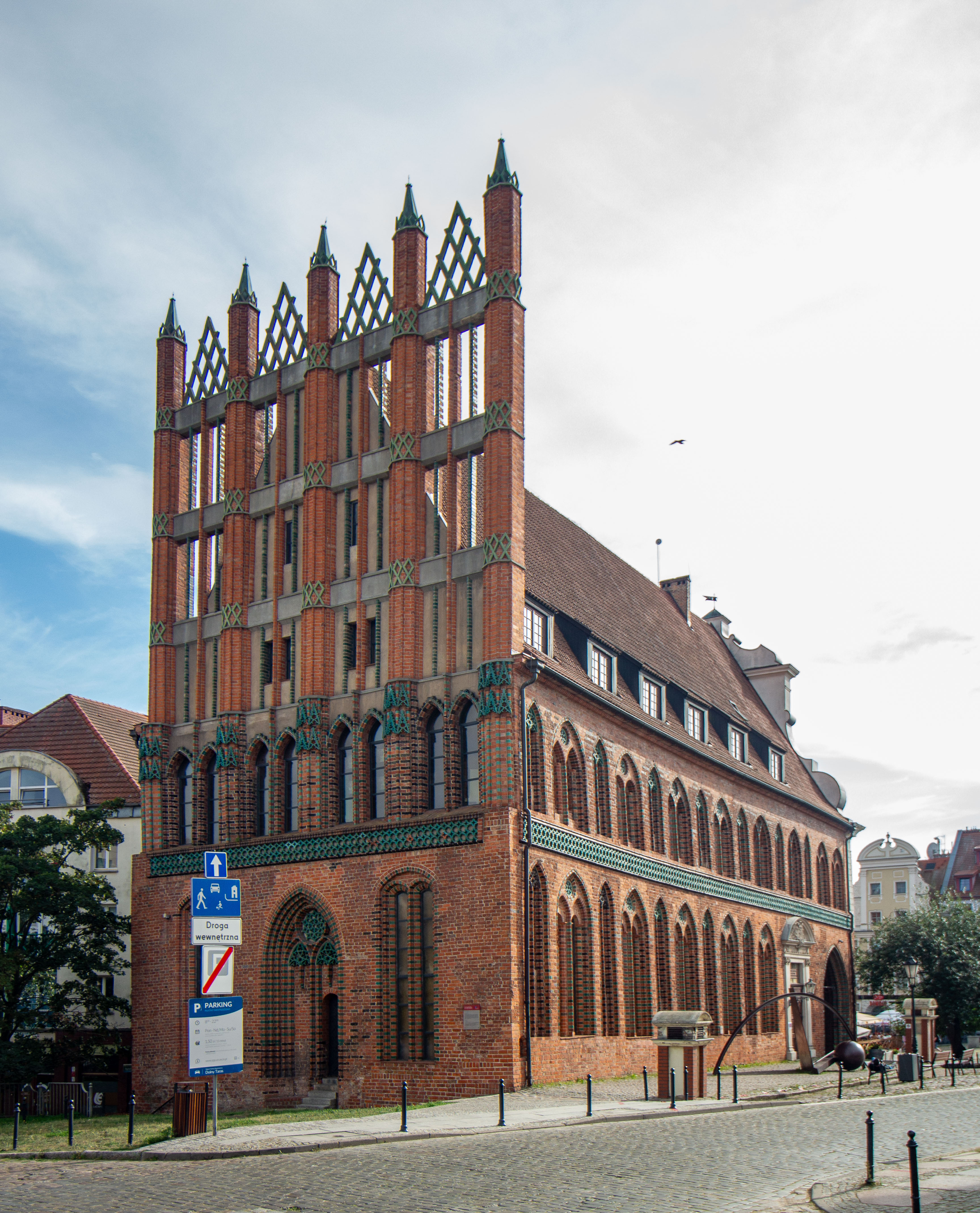
Stará radnice se zajímavým průčelím

Trh vznikl ve středověku. Ve 13. století byla postavena budova staré radnice v gotickém slohu. V 17. století byla radnice přestavěna v barokním stylu. V letech 1833–1835 byla na západním průčelí postavena budova burzy. Kolem náměstí byly postaveny činžovní domy v barokním stylu, poté přestavěný do eklektického stylu. Během druhé světové války bylo náměstí zničeno bombardováním. Radnice, burza a nedaleké budovy shořely. Po válce byly zbořeny ruiny činžovních domů a burza. Radnice byla rekonstruovaná v gotickém (tři zdi) a barokním stylu (jižní štít). Na západní straně trhu v 60. letech 20. století byly postaveny tři čtyřpatrové panelové domy. Ve druhé polovině 90. let byla zahájena rekonstrukce činžovních domů na jižním a západním průčelí. Některé nové budovy mají podobný vzhled jako před válkou, například Dům Moninů.

## Významné budovy a objekty
- Stará radnice
- Dům Moninů (zbořen ve 40. letech 20. století, rekonstruovaný v letech 2002–2009)
- Dům Linsinga (Sienna 7) (zbořen ve 40. letech 20. století, rekonstruovaný v letech 1995–1998)
- Dům Linsinga (Sienna 8) (zbořen ve 40. letech 20. století, rekonstruovaný v letech 1995–1998)

### Neexistující
- Burza

## Galerie

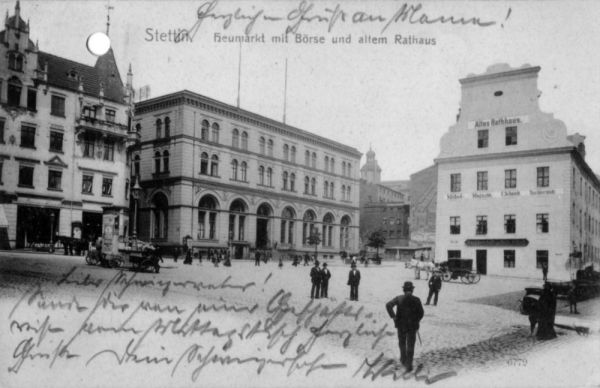
Heumarkt na počátku 20. století
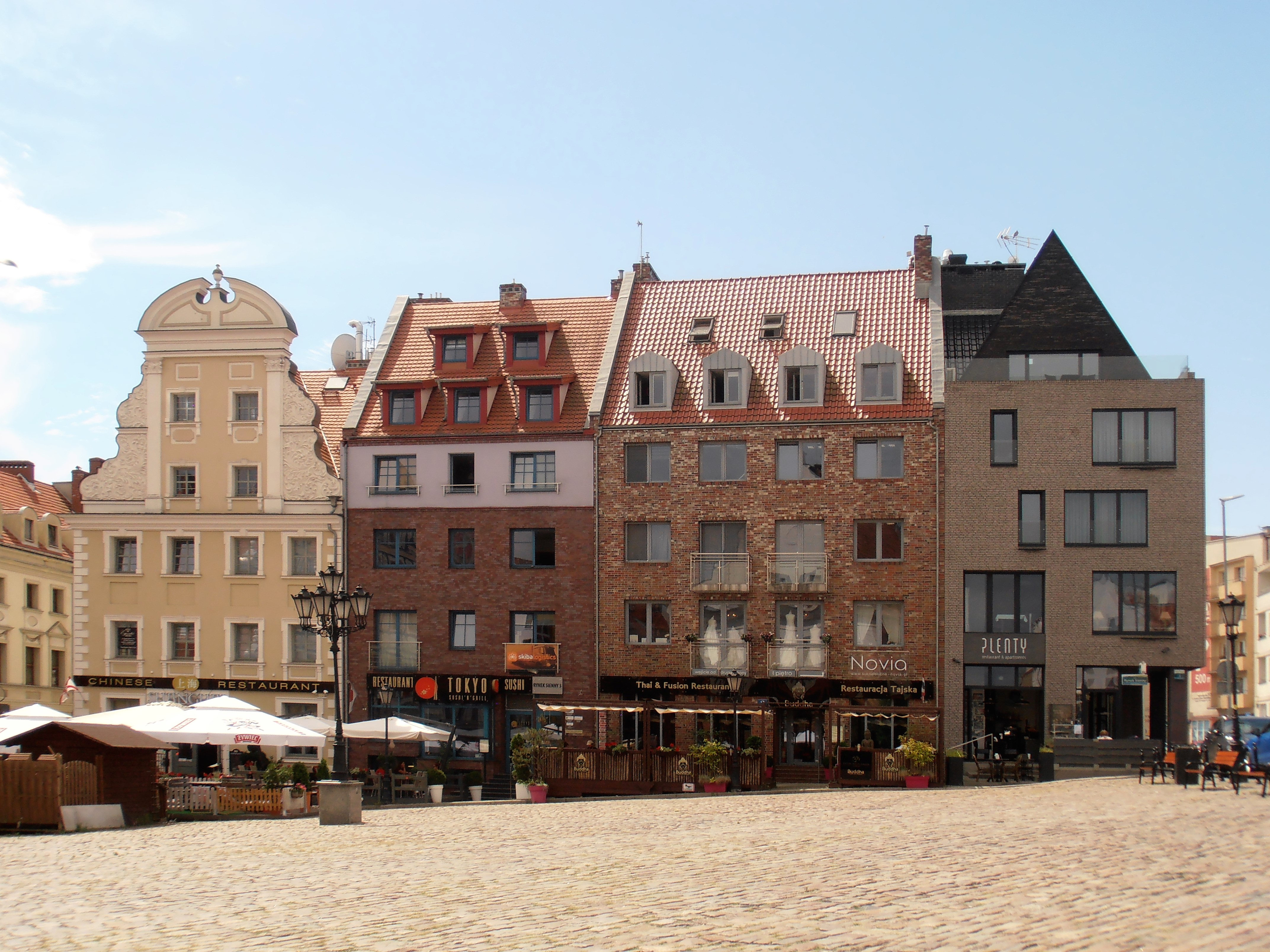
Západní průčelí
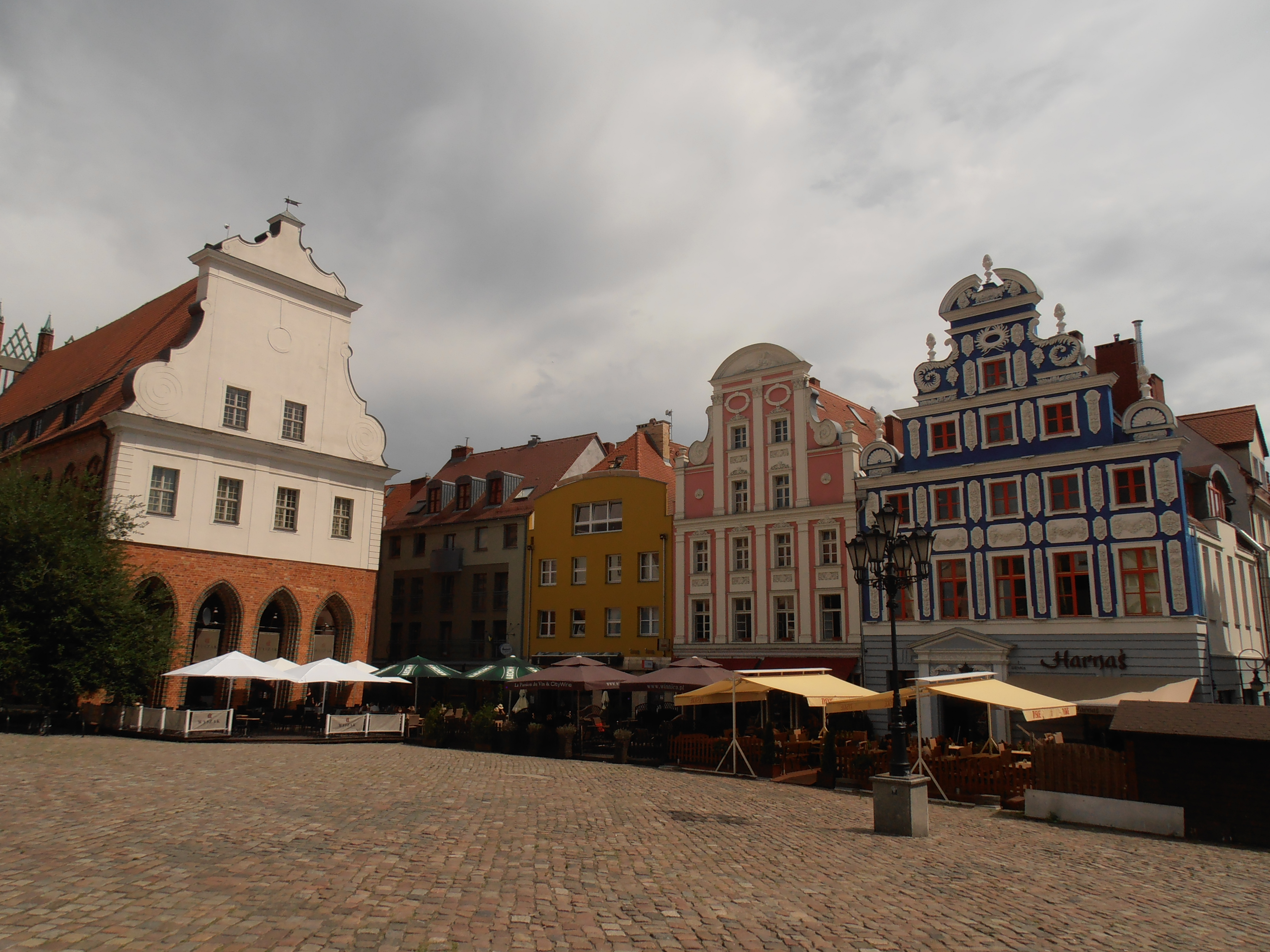
Jižní průčelí
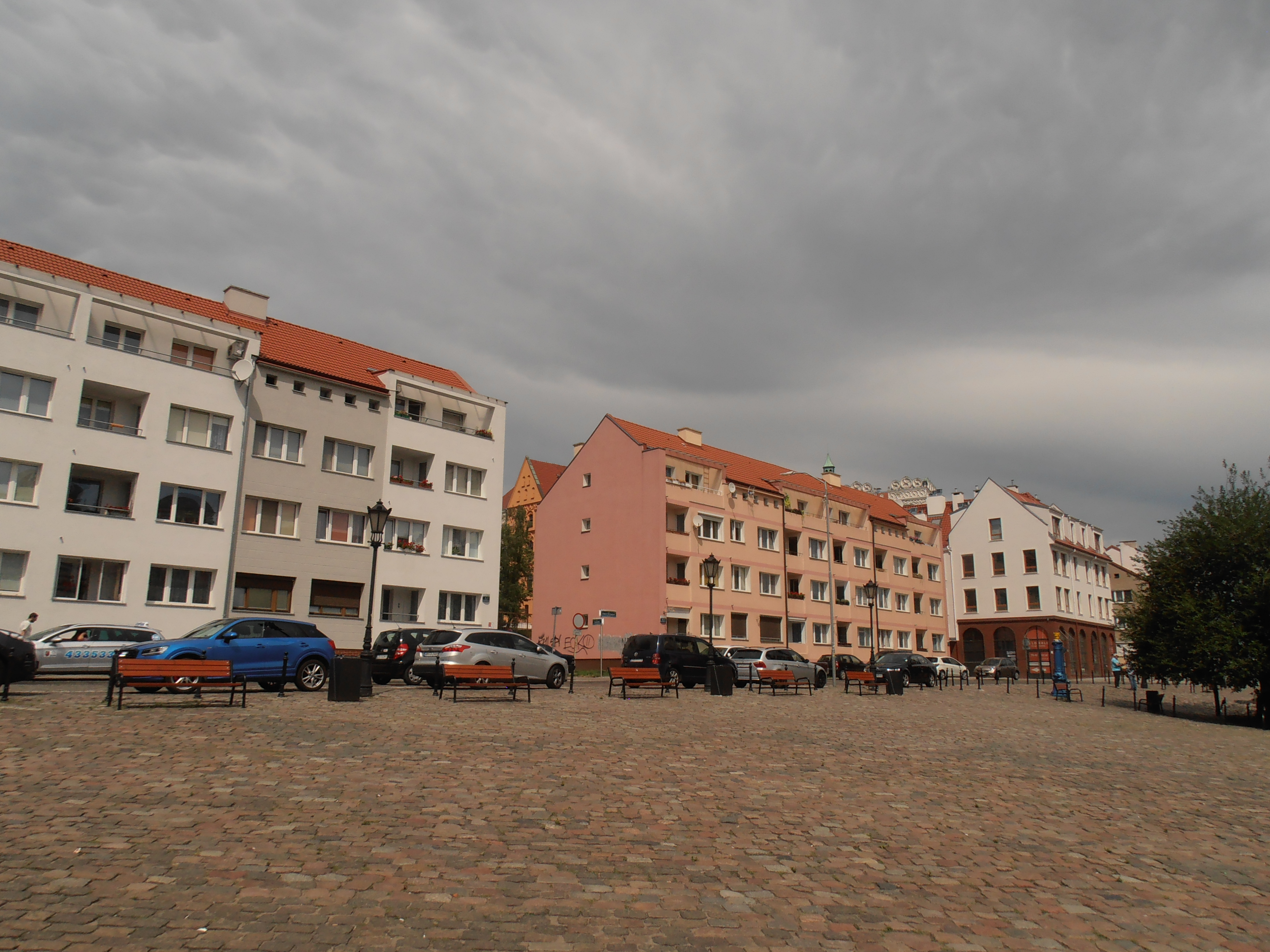
Severní průčelí